# VarigLog
VARIG Logística, более известная как VarigLog — ныне упразднённая бразильская грузовая авиакомпания, ранее принадлежащая Группе VARIG.

## VARIG Cargo

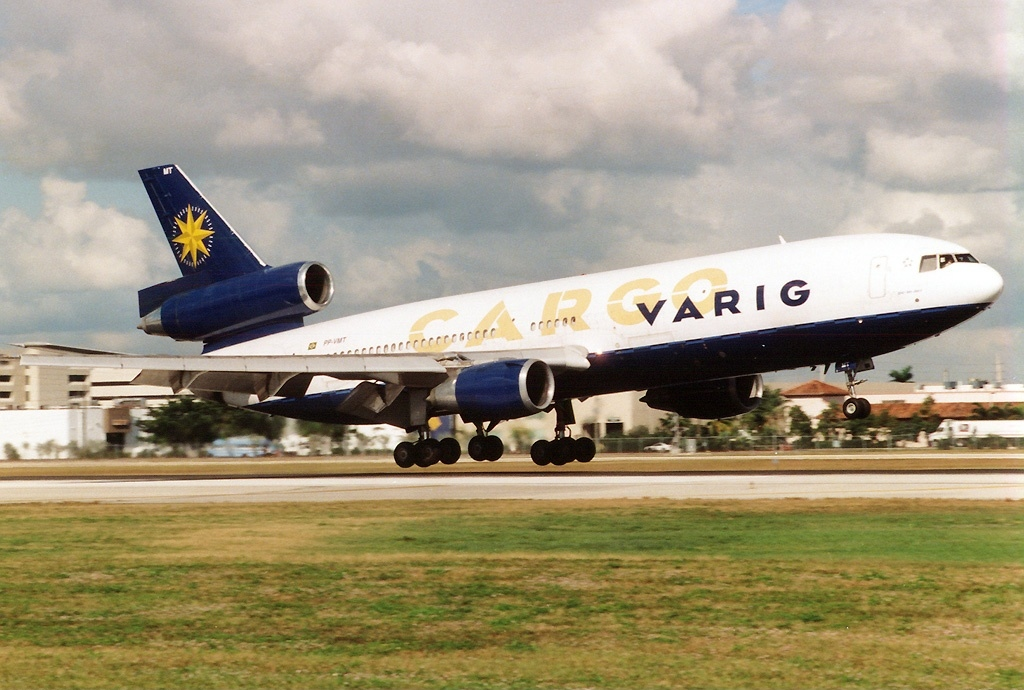
Douglas DC-10-30F компании VARIG Cargo

В 1927 году была основана оригинальная компания VARIG, которая прежде всего выполняла пассажирские перевозки, однако в качестве дополнительного заработка также развозила и почту. В 1944 году, после поступления достаточного количества новых самолётов, несколько Junkers F.13 и Lockheed L-10 были переоборудованы в полностью грузовые для обслуживания маршрута Пелотас — Порту-Алегри, а грузоподъёмность каждого из них составляла 880 кг. Вскоре грузовые перевозки были начаты в Куритибу, Сан-Паулу и Рио-де-Жанейро. После окончания Второй мировой на данном маршруте трижды в неделю стал работать Douglas C-47 Skytrain, а 27 января 1948 года в VARIG поступил первый чисто грузовой C-47. С 1948 года начали поступать и изначально грузовые Curtiss C-46 Commando. Широко использовались и так называемые «смешанные» самолёты, которые могли одновременно перевозить пассажиров и грузы, для чего внутреннее пространство было разделено. Тогда же были сооружены грузовые терминалы в Порту-Алегри, Куритибе, Флорианополисе, Сан-Паулу и Рио.
В 1960 году компания получила свои первые Boeing 707, которые могли выполнять дальние рейсы с гораздо более высокими скоростями, а во второй половине десятилетия стали поступать конвертируемые, которые могли перевозить грузы; начиная с конца 1960-х 707-е как устаревшие стали переоборудоваться в грузовые. В 1975 году были приобретены первые среднемагистральные Boeing 727-100F (Freighter с англ. — «Грузовой»), которые обслуживали маршруты Южной Америки и внутренние. В 1985 году в Сан-Паулу был открыт новый распределительный грузовой терминал, который был приспособлен даже для хранения скоропортящихся и опасных грузов, а в 1986 флот пополнился первыми грузовыми широкофюзеляжными лайнерами — McDonnell Douglas DC-10-30F.
В 1993 году VARIG преобразовал подразделение в полностью ему подчинённую компанию VARIG Cargo. В августе 1997 года, после ребрендинга основной компании, грузовая приняла свой фирменный стиль, в который были окрашены её самолёты и грузовые терминалы. Тогда же впервые в Бразилии она создала сайт для отслеживания перемещения грузов.

## VARIG Logística

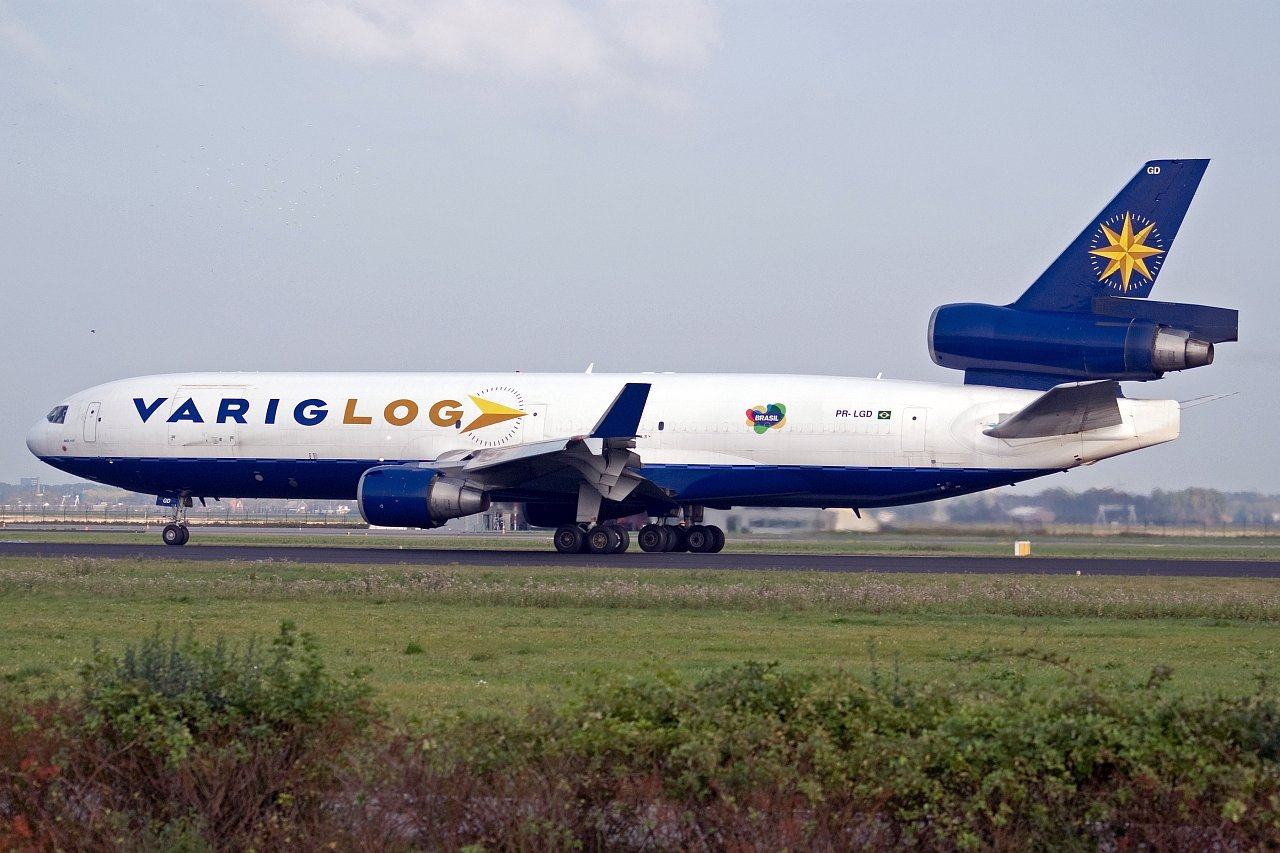
Douglas MD-11F компании VarigLog

25 августа 2000 года VARIG Cargo была преобразована в отдельную компанию VARIG Logística или сокращённо VarigLog. Новому предприятию были переданы все грузовые перевозки, штат из 1345 сотрудников и флот из 11 грузовых самолётов — четыре B727-100F, четыре B727-200F и три DC-10-30F; на тот момент VARIG Logística являлась крупнейшей грузовой авиакомпанией в стране, имея распределительные грузовые центры в Сан-Паулу, Рио-де-Жанейро, Манаусе, Порту-Алегри, Майами, Нью-Йорке и Франкфурте. В 2005 году компания получила первый в Латинской Америке чисто грузовой McDonnell Douglas MD-11F, однако в том же году оригинальная VARIG из-за экономических проблем была вынуждена выделить её активы и выставить на аукцион.
В 2006 году грузовую компанию за $48,2 млн приобрёл консорциум Volo do Brasi, за которым на самом деле стоял американский фонд MatlinPatterson и бразильские инвесторы Маркос Антонио Ауди (порт. Marcos Antonio Audi), Маркос Хапфель (порт. Marcos Hapfel) и Луиш Эдуардо Галло (порт. Luiz Eduardo Gallo). Были привлечены дополнительные финансы, благодаря которым удалось приобрести Boeing 757-200F. При поддержке инвесторов в апреле и мае 2006 года VarigLog попыталась приобрести бывшую материнскую, которая на тот момент проходила процедуру банкротства, но безуспешно. Когда же некогда крупнейший перевозчик Латинской Америки был разделён на два, Volo за $24 млн выкупила «Новую VARIG» — VRG Linhas Aéreas, которая являлась преемницей торговой марки.
В 2007 году флот грузового оператора пополнился двумя десятками небольших Cessna 208, однако в этот же период в Volo между американскими и бразильскими инвесторами начался разлад, что обернулось сокращением финансирования и продажей VRG бюджетной Gol Transportes Aéreos. В результате в условиях нестабильной бразильской экономики VarigLog стала нести убытки, поэтому была вынуждена исключить из флота часть самолётов, в том числе B757, а также прекратить полёты в другие страны. Рассматривался вариант слияния бразильской компании с американской Arrow Air, но эти планы не были реализованы. Также с июня 2007 года по июнь 2009 года VarigLog имела соглашение с FedEx по обеспечению грузовых перевозок в Бразилии. На начало 2009 года флот состоял уже всего из шести лайнеров: два B727-200 и четыре B757-200.
В 2010 году компания начала реорганизацию с обновлением флота и в ноябре купила свой первый Boeing 737-400F, однако 3 февраля 2012 года из-за экономических проблем была вынуждена прекратить деятельность. 27 сентября того же года VARIG Logística была объявлена банкротом и упразднена.

## Происшествия
VARIG Cargo
- 7 марта 1948 года — Lockheed 10A Electra борт PP-VAS (заводской номер 1028) выполнял грузовой рейс из Сан-Габриела в Порту-Алегри, когда во время первоначального набора высоты отказал левый двигатель (был засорён воздухозаборник карбюратора). Экипаж совершил посадку «на брюхо» (шасси были уже убраны) на холм за полосой, при этом самолёт разрушился, но все два человека на борту выжили[2].
- 4 июня 1954 года — Curtiss C-46A-45-CU борт PP-VBZ выполнял рейс из Сан-Паулу в Порту-Алегри, когда едва вылетев из аэропорта Конгоньяс и поднявшись до высоты 100 метров он опустил нос и врезался в землю. Погибли все находившиеся на борту 3 человека: пилоты Карлоса Х. Руль (порт. Carlos H. Ruhl, пилот-инструктор по безопасности полётов), Густаво Адольфо Сабоья (порт. Gustavo Adolfo Sabóia) и бортрадист Хосе Мария де Са Рибейро (порт. José Maria de Sá Ribeiro). Причиной катастрофы стала ошибка экипажа, который перед взлётом забыл разблокировать рули высоты[3].
- 18 декабря 1960 года — Curtiss C-46C борт PP-VCT при посадке в Сан-Паулу на ВПП 15 из-за сбоя тормозной системы и замешательства экипажа выкатился за пределы полосы с разрушением шасси. Все находившиеся на борту три члена экипажа выжили, но самолёт получил критические повреждения и был списан[4].
- 15 июля 1968 года — Curtiss C-46C Super борт PP-VBJ выполнял рейс из Сан-Паулу в Ресифи, когда экипаж неверно определив своё местонахождение доложил о прохождении «Gamela», на что диспетчер дал разрешение снижаться до высоты 2000 футов. В 21:30 лайнер врезался в гору в районе Граваты и полностью разрушился; весь экипаж в составе 3 человек погиб[5].
- 9 июня 1973 года — Boeing 707-327C борт PP-VLJ заходил на посадку в Рио-де-Жанейро-Галеан, когда на высоте 70 метров вдруг опустил нос и врезался в огни подхода. Из четырёх членов экипажа на борту были спасены второй пилот Жуан Криштиану Годой (порт. João Cristiano Godoy) и бортинженер Азелио Бенке (порт. Azelio Bencke); командир 52-летний Алоисио Вернек (порт. Aloísio Werneck) и третий пилот 53-летний Рейнальдо Северо (порт. Reynaldo Severo) погибли, а лайнер был уничтожен. Вероятной причиной была названа ошибка второго пилота, который случайно выпустил внутренние спойлеры, что привело в падению скорости[6][7].
- 30 января 1979 года — Boeing 707-323C борт PP-VLU выполнял рейс 967 по маршруту Токио — Лос-Анджелес — Лима — Рио-де-Жанейро; перевозимый груз — 53 картины художника Манабу Мабе. На борту помимо груза находился только экипаж в составе 6 человек, когда лайнер вылетел из Токио, а через полчаса было сообщено о нормальном выполнении полёта в хороших погодных условиях. После этого на связь экипаж больше не выходил, а поиски следов «Боинга» окончились безрезультатно — он просто исчез посреди Тихого океана[8].
- 11 июня 1981 года — Boeing 707-341C борт PP-VJT при посадке в Манаусе в условиях сильного дождя и с повышенной скоростью после касания стал отклоняться вправо (вероятно, из-за аквапланирования) и врезался правой основной стойкой шасси в фонарь освещения, в результате чего стойка отделилась. Машина рухнула на бетон и проскользив по нему остановилась. Все находившиеся на борту три члена экипажа успещшно эвакуировались, но самолёт получил критические повреждения и был списан[9].

VARIG Logística
- 18 марта 2002 года — Boeing 727-30C борт PP-VLV выполнял рейс из Салвадора в Белу-Оризонти, когда при посадке выкатился за пределы ВПП и получил критические повреждения. Экипаж в составе 3 человек не пострадал[10].